# Karjat as-Sakaliba
Karjat as-Sakaliba (arab. قرية الصقالبة, Qaryat aṣ-Ṣaqāliba, tłum. wieś Słowian) – warowna osada z przełomu IX i X w. założona przez zbuntowanych słowiańskich niewolników, członków gwardii królestwa Nekor, w górach Rif we współczesnym Maroku. Istnienie osady wspomina jako jedyny Al-Bakri w swojej Księdze dróg i królestw. Od 2016 r. rozpoczęły się poszukiwania osady prowadzone przez polskich archeologów, kolejne badania zaplanowano na koniec 2017 roku.